# Dragutin Najdanović
Dragutin Najdanović (né le 15 avril 1908 et mort le 3 novembre 1981) était un joueur de football yougoslave, qui évoluait au poste d'attaquant.

## Biographie
Il a participé avec l'équipe du royaume de Yougoslavie à la coupe du monde 1930 en Uruguay, sélectionné par l'entraîneur yougoslave Boško Simonović avec 16 autres joueurs. 
La Yougoslavie est dans le groupe B avec le Brésil et la Bolivie, et parvient jusqu'en demi-finale. Najdanović ne joue que le match contre la Bolivie pendant le tournoi.